# Jeanette Dyrkjær
Jeanette Dyrkjær (Copenhague, 26 de noviembre de 1963 - Solrød, 29 de julio de 2011) fue una modelo erótica y actriz pornográfica danesa.

## Biografía
Nacida en Copenhague, Jeanette Dyrkjær se dio a conocer en 1983 cuando, bajo el nombre artístico de Jeanette Starion, ganó el concurso Million Pet of the Year Pageant organizado por la revista masculina Penthouse y posteriormente ganó un millón de dólares en relación con la elección.
Dyrkjær trabajó más tarde como estríper y se incorporó brevemente a la industria del porno estadounidense bajo el nombre Jean Afrique.
Dyrkjær se casó con el actor pornográfico y modelo para adultos afroamericano Ray Victory (nacido Erwin Ray Viser; 1960-2016) y se retiró del mundo del espectáculo, mudándose de nuevo a Dinamarca. La pareja tuvo dos hijos, nacidos en 1991 y 1993, que las autoridades decidieron poner en acogida.
Dyrkjær murió de un ataque al corazón en su casa de Jersie Beach, en el municipio de Solrød. Tenía 47 años.
Alguno de sus trabajos fueron Integrated Couples, Jeanette Starion and the Horny Female, Keyhole Video 129, Raunch-O-Rama 202, Rockhard Files o Wet Wonderland.